# Бояры (Мядельский сельсовет)
Бояры (бел. Баяры) — агрогородок в Мядельском районе Минской области Беларуси. Входит в состав Мядельского сельсовета. Население 360 человек (2009).

## География
Бояры находятся в 3 км к северу от центра города Мядель и в 8 км к югу от границы с Витебской областью. Соединены местными автомобильными дорогами с Мяделем и окрестными деревнями. Местность принадлежит к бассейну Западной Двины, рядом с Боярами начинается небольшая река Зеленуха, впадающая в озеро Мядель.

## История
В 1868 году деревня Бояры входила в состав Мядельской волости Вилейского уезда Виленской губернии, 105 жителей.
В 1904 году — в деревне 241 житель. В застенке Бояры Асановича — 39 жителей, в застенке Веречата Махниста - 6 жителей.
В годы Первой мировой войны вблизи деревни проходила линия русско-немецкого фронта. В деревне находилась 6-я артиллерийская бригада.
С октября 1920 года — в составе Срединной Литвы.
В 1921 году — 55 дворов, 255 жителей.
20 февраля 1922 сейм Срединной Литвы принял резолюцию о безоговорочном вхождении в состав Польской Республики.
Согласно административно-территориальному делению, деревня Бояры входила в состав Мядельской гмины Дуниловичского повета Виленского воеводства.
С 1925 года — в Поставском повете.
В 1936 году действовала ячейка КПЗБ (5 человек, секретарь Д.Ф. Боговец).
В сентябре 1939 года Юшковичи были присоединены к БССР силами Белорусского фронта РККА.
С 12 октября 1939 года по — центр сельсовета Мядельского района Вилейской области.
С 20 сентября 1944 года — в составе Молодечненской области.
В 1948 году в деревне был создан колхоз имени Ворошилова.
В 1949 году — открыта изба-читальня.
В 1952 году — радиоузел на 100 радиоточек.
С 16 июля 1954 года — в составе Мядельского сельсовета (с 17.11.1959 г. — горпоссовета).
С 20 января 1960 года — в составе Минской области.
С 11 февраля 1960 года деревня в составе колхоза "Сталинский путь".
С 20 ноября 1961 года деревня была центром колхоза "Ленинский путь".
В советское время в Боярах располагалась воинская часть.
По состоянию на 1 января 1997 года — в деревне 137 дворов и 339 жителей. Работали Дом культуры, библиотека, отделение связи, фельдшерско-акушерский пункт (ФАП), начальная школа, магазин, баня, 2 животноводческие фермы, мастерская по ремонту сельскохозяйственного инвентаря, зерноток.

## Достопримечательности
- Захоронения погибших в Первой мировой войне[3][4].
- Стела в память о погибших в Великую Отечественную войну (1972). В годы войны на фронтах и в партизанской борьбе с немецко-фашистскими-захватчиками погибли 76 жителей из 18 деревень колхоза "Ленинский путь".